# 손경수 (희극인)
손경수(1957년 ~ )은 대한민국의 희극배우이다.

## 개요
1979년 연극 배우 데뷔 하여 1980년 TBC 동양방송 개그콘테스트 정식 데뷔 하여 1981년 MBC 문화방송 개그콘테스트 데뷔 자리 이동 옭겨 데뷔 옭겨 1982년 KBS 한국방송 개그콘테스트 데뷔 자리 이동 하여 자라 옭겨 엄용수 정명재 이상운 김의환 이경래 최양락 함께 옭겨 활동하였다. 80년대 중후반 KBS의 대표적 코미디프로인 ‘네로25시’에서 침묵리우스로 활약했다. 대사가 없는 캐릭터였지만 인기를 얻어 CF 11개, 영화 3편, 야간업소 2곳에 출연하였다. 2007년 3월 16일에 연예기획사를 설립했다. 1년에 한번 씩 지인들로부터 1천여만원 상당의 물품을 지원받아 어려운 이웃을 돕고 있다.

## 데뷔
- 1979년 연극배우 데뷔
- 1980년 TBC 동양방송 개그콘테스트 정식 데뷔
- 1981년 MBC 문화방송 개그콘테스트 데뷔 이동
- 1982년 KBS 한국방송공사 개그콘테스트 데뷔 이동

## 학력
- 교동초등학교 졸업
- 청주중학교 졸업
- 운호고등학교 졸업
- 청주대학교